# Ворошнин, Леонид Григорьевич
Леонид Григорьевич Ворошнин (20 февраля 1936, Коптелово — 2 июля 2006, Минск) — белорусский металловед, один из основателей научной школы белорусских металловедов, научный руководитель белорусской школы химико-термической обработки металлов. Лауреат премии Министерства высшего и среднего образования СССР (1979), дважды лауреат премии имени Н. А. Минкевича (1979 и 1983): за лучшую научно-исследовательскую работу в области разработки и внедрения технологических процессов и новых видов оборудования для термической обработки.
Основные работы Леонида Григорьевича, посвящены проблемам химико-термической обработки металлов и сплавов: опубликовано 18 монографий, получено более 160 патентов и авторских свидетельств СССР на изобретения.

## Биография
Выпускник Челябинского политехнического института, один из первых аспирантов кафедры «Металловедение» Белорусского политехнического института (1962). Затем — старший преподаватель (1965—1966), доцент (1966—1977) и профессор (1989—2006) этой кафедры. В 1990 г. возглавил кафедру, которая выпустила 17 докторов, 135 кандидатов технических наук и более 2000 инженеров металловедов и материаловедов.
Его кандидатская диссертация (исследование электролизного борирования стали) была защищена досрочно (1965). Эта работа положила начало большому циклу исследований, которые принесли кафедре известность не только в Советском Союзе, но и за рубежом. Была разработана детальная методология исследования процессов химико-термической обработки металлов. В 1976 г. защитил докторскую диссертацию.

## Награды
За исследования в области металловедения и химико-термической обработки металлов он награждён двумя серебряными (1987, 1988) и бронзовой (1969) медалями ВДНХ СССР. Лауреат премии Министерства высшего и среднего образования СССР, 1979; дважды лауреат премии имени Н. А. Минкевича, 1979 и 1983: за лучшую научно-исследовательскую работу в области разработки и внедрения технологических процессов и новых видов оборудования для термической обработки